# Platan
Platan (Platanus) er en slægt med 5 arter og én krydsning, der er udbredt i Europa, Nordafrika, Asien og Nordamerika. Arterne er store, særbo løvfældende træer med brede, håndlappede blade og en bark, som skaller af i store flager hvert år (arten Platanus kerrii fra Sydøstasien afviger ved at have stedsegrønne blade med form som Ægte Kastanje). Slægten kendes fra den geologiske periode kridttiden (for 115 millioner år siden), hvorfra man har fundet arten Platanus wyomingensis. Arterne foretrækker flodbredder eller fugtige lavlandsområder, når de lever i deres naturlige plantesamfund, men de er tørketålende under dyrkede forhold. Her beskrives kun den krydsning, som dyrkes i Danmark, og den art, man kan møde på rejser til Sydeuropa.
Et platantræ er plantet på Gråbrødretorv i København.
| Arter |

- Orientalsk platan (Platanus orientalis)

| Hybrider |

- Almindelig platan (Platanus × hispanica (synonym: Platanus × acerifolia))